# Ligia curvata
Ligia curvata là một loài chân đều trong họ Ligiidae. Loài này được Vandel miêu tả khoa học năm 1948.